# Томас Кинийли
Томас Кинийли (на английски: Thomas Keneally) е австралийски драматург, сценарист, актьор и писател, автор на бестселъри в жанра исторически и съвременен роман, драма и документалистика. Писал е и под псевдонима Уилям Койл (William Coyle).

## Биография и творчество
Томас Майкъл „Мик“ Кинийли е роден на 7 октомври 1935 г. в Сидни, Нов Южен Уелс, Австралия, в ирландско католическо семейство. Прекарва ранните си години в градовете в северната част на Нов Южен Уелс, преди да се премести в квартал „Хоумбуш“ в Сидни. Заради астмата си прекарва голяма част от времето си в четене на книги.
След службата си в австралийските граждански въоръжени сили учи в колежа „Свети Патрик“ в Стратфийлд. После влиза в семинарията „Свети Патрик“ в Манли, Нов Южен Уелс, да се обучава като католически свещеник, но напуска преди ръкополагането си.
В периода 1960 – 1967 г. работи като гимназиален учител в Сидни. В периода 1968 – 1970 г. е преподавател по драма в Университета на Нова Англия, Нов Южен Уелс. Участва в управителните органи на австралийски литературни институции. В периода 1987 – 1990 г. е член на съвета на Австралийското дружество на писателите, а в периода 1985 – 1990 г. е президент на Националния съвет на книгата на Австралия. В периода 1991 – 1995 г. е гостуващ професор в Университета на Калифорния в Ървайн и в Нюйоркския университет.
Първият му роман „The Place at Whitton“ е публикуван през 1964 г. След публикуването на третия му роман „Bring Larks and Heroes“ напуска работата си и се посвещава на писателската си кариера.
Три от следващите му произведения – „The Chant of Jimmie Blacksmith“, „Gossip from the Forest“, и „Confederates“, са номинирани за наградата „Букър“. Много от романите му са преработки на исторически материали, въпреки че са написани в модерен стил и психология.
Става най-известен с романа си (1982) „Ковчегът на Шиндлер“ (Schindler's Ark), издаван и като „Списъкът на Шиндлер“ (Schindler's List), по който се разгръща обширна полемика поради показването на друг поглед към антисемитизма и историята на Втората световна война. Книгата е удостоена с престижната награда „Букър“. През 1993 г. режисьорът Стивън Спилбърг екранизира своя версия на романа във филма „Списъкът на Шиндлер“ с участието на Лиъм Нийсън, Ралф Файнс и Бен Кингсли.
През 1983 г. е удостоен с наградата Орден на Австралия.
Жени се за Джудит Мартин през 1965 г., с която имат 2 дъщери. Живее със семейството си в Сидни.

## Произведения

### Самостоятелни романи
- The Place at Whitton (1964)
- The Fear (1965)
- Bring Larks and Heroes (1967)
- Three Cheers for the Paraclete (1968)
- The Survivor (1969)
- A Dutiful Daughter (1971)
- The Chant of Jimmie Blacksmith (1972)
- Blood Red, Sister Rose (1974)
- Gossip from the Forest (1975)
- Season in Purgatory (1976)
- Victim of the Aurora (1977)
- Ned Kelly and the City of Bees (1978)
- Passenger (1979)
- Confederates (1979)
- The Cut-Rate Kingdom (1980)
- Bullie's House (1981)
- Schindler's Ark (1982) – издаден и като „Schindler's List“, награда „Букър“
Списъкът на Шиндлер, изд.: „Абагар“, София (1964), изд. „Фонд. Референдум.БГ“ (2006), прев. Росица Терзиева
- A Family Madness (1985)
- The Playmaker (1987)
- To Asmara (1989) – издаден и като „Towards Asmara“
- Act of Grace (1989) – като Уилям Койл
- By the Line (1989)
- Flying Hero Class (1991)
- Chief of Staff (1992) – като Уилям Койл
- Woman of the Inner Sea (1992)
- Jacko: The Great Intruder (1993)
- A River Town (1995)
- Bettany's Book (2000)
- The Office of Innocence (2002)
- The Tyrant's Novel (2003)
- Widow and Her Hero (2007)
- The People's Train (2009)
- The Daughters of Mars (2012)
- Shame and the Captives (2014)

- Napoleon's Last Island (2015)
- Crimes of the Father (2016)
- Two Old Men Dying (2018)
- The Book of Science and Antiquities (2019)
- The Dickens Boy (2020)
- Corporal Hitler's Pistol (2021)

### Поредица „Монреал“ – с Мег Кънийли
- The Soldier's Curse (2016)
- The Unmourned (2017)
- The Power Game (2018)
- The Ink Stain (2019)

### Новели
- Blackberries (2012)

### Пиеси
- Halloran's Little Boat (1968)
- Childermas (1968)
- An Awful Rose (1972)
- Bullie's House (1981)
- Either Or (2007)

### Документалистика
- Moses the Lawgiver (1975)
- Outback (1983)
- Australia: Beyond the Dreamtime (1987) (with Patsy Adam-Smith and Robyn Davidson)
- Now and In Time To Be: Ireland and the Irish (1991)
- The Place Where Souls Are Born: A Journey to the Southwest (1992)
- The Utility Player: The Des Hasler Story (1993)
- Memoirs from a Young Republic (1993)
- Our Republic (1993)
- Homebush Boy: A Memoir (1995)
- The Great Shame: A Story of the Irish in the Old World and the New (1998)
- American Scoundrel: Love, War and Politics in 19th-century America (2002)
- Lincoln (2002)
- Dimsum Asia's Literary Journal (2005) (with Yu Hua)
- The Commonwealth of Thieves: The Story of the Founding of Australia (2005)
- Searching for Schindler (2007)
- Australians: Origins to Eureka (2010)
- Three Famines (2011)
- Australians: Eureka to the Diggers (2011)
- Australians: Flappers to Vietnam (2014)
- Australians: A Short History (2016)
- A Bloody Good Rant: My Passions, Memories and Demons (2022)

### Сценарии
- The Survivor (1972)
- Silver City (1984)
- The Fremantle Conspiracy (1988)

## Екранизации
- 1973 Libido – по „The Priest“
- 1974 Essington – ТВ филм
- 1976 The Devil's Playground – актьор в ролята на Отец Маршал
- 1978 The Chant of Jimmie Blacksmith – участва и като актьор в ролята на готвач
- 1979 Screenplay – ТВ сериал, автор 1 епизод
- 1984 Silver City
- 1988 The Fremantle Conspiracy – ТВ филм, идея
- 1993 Списъкът на Шиндлер, Schindler's List
- 1999 Olympic Glory – документален
- 2007 The Final Winter – актьор в ролята на Хари
- 2012 The People Speak Australia – документален